# Christian Schütz (Theologe)

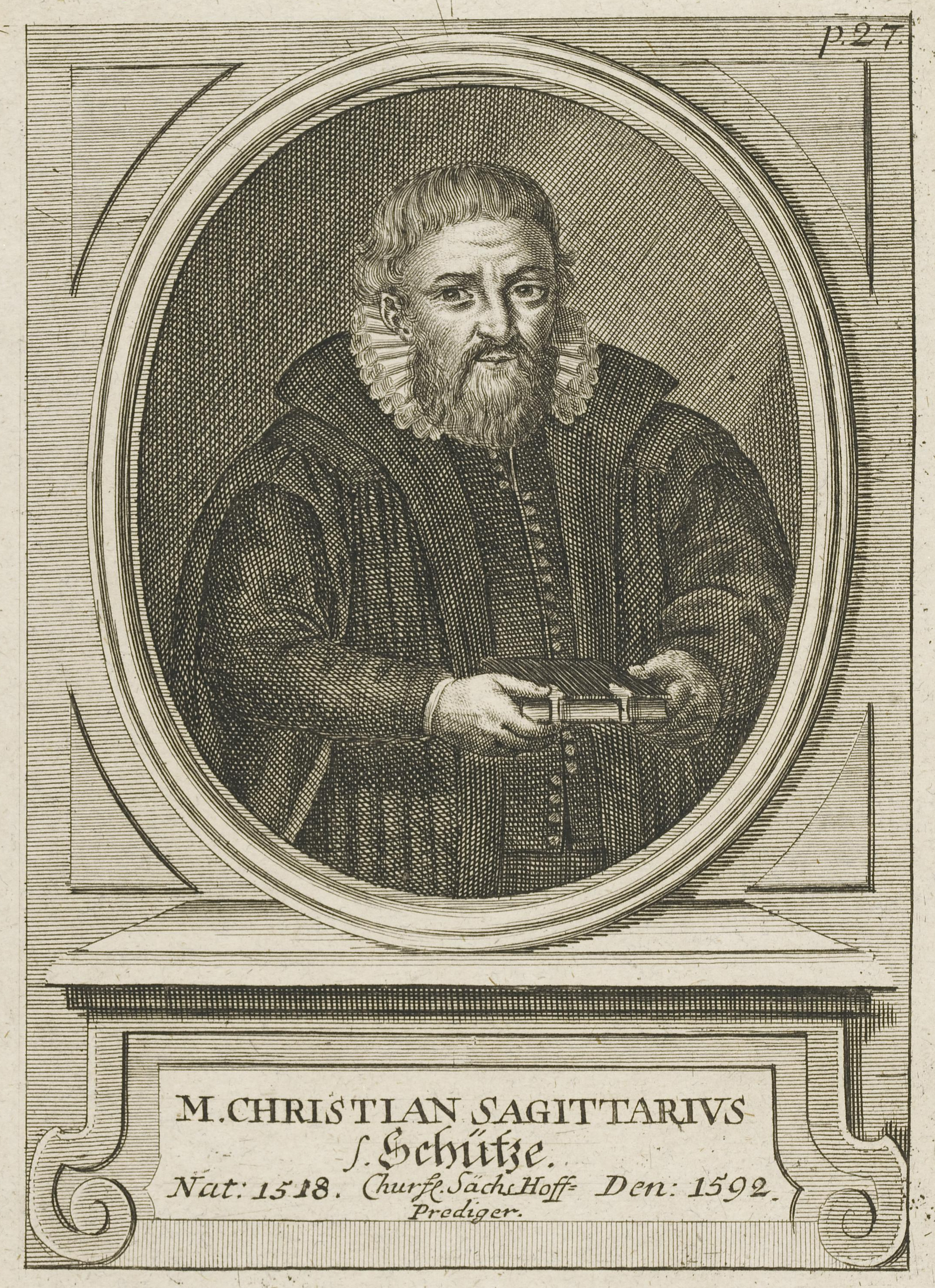
Christian Schütz

Christian Schütz (auch Schütze, Sagittarius oder Toxotes; * 5. Januar 1526 in Waldkappel; † 10. Januar 1592 in Dresden) war ein deutscher evangelisch-lutherischer Theologe und Pfarrer.

## Leben
Christian Schütz wurde 1526 als Sohn des hessischen Pfarrers und späteren sächsischen Superintendenten Johann Schütz in Waldkappel geboren. Er besuchte die Lateinschule von Rochlitz und bezog am 22. Juni 1548 die Universität Wittenberg, wo er sich Philipp Melanchthon anschloss. Mit Cyriakus Spangenberg erwarb er 1550 den akademischen Grad eines Magisters, nachdem er von 1549 ein Jahr lang Baccalaureus in Rochlitz gewesen war. Noch im selben Jahr wurde er Pfarrer in Reinersdorf. 1551 ging er als Diaconus an die Kreuzkirche in Dresden, wurde 1552 Superintendent in Chemnitz und 1553 Hofprediger des Herzogs August von Sachsen.
Nach dem frühen Tod des Herzogs Moritz von Sachsen übernahm August 1553 die Regierungsgeschäfte des Kurfürstentums Sachsen, und so wurde Schütz Hofprediger in Dresden. Zugleich übernahm er die Erziehung der Prinzen Alexander (1554–1565) und Christian (1560–1591). In dieser Stellung erlangte er das Vertrauen der kurfürstlichen Familie und wurde von dieser als Ratgeber geschätzt. So nahm er an Verhandlungen in Frankfurt und Naumburg teil und hielt im Einverständnis mit den Wittenberger Theologen Georg Major und Paul Eber den Kurfürsten vom Maulbronner Kolloquium 1564 fern. Als Philippist war er bestrebt, Melanchthons annähernden Standpunkt gegenüber den Gnesiolutheranern durchzusetzen. Nachdem der Gnesiolutheraner Georg Lysthenius 1573 an den sächsischen Hof gezogen wurde, änderte sich der theologische Standpunkt des Kurfürsten.
Grund hierfür dürfte auch das unüberlegte Handeln von Schütz gewesen sein. So hatte er eine Bibel der Reformierten in die Dresdner Hofkirche gebracht, verspottete den sächsischen Hof in Briefen und hatte sich verdächtig gemacht, den Calvinismus zu unterstützen. Der Kurfürst, der darüber erzürnt war, ließ ihn und seine Freunde vor ein Gericht der Hofräte und dann vor den Landtagsausschuss in Torgau stellen, wo er 1574 die Torgauer Artikel unterzeichnen sollte. Da er sich weigerte, wurde er inhaftiert, und erst als er unter dieser Maßnahme Einsicht zeigte, stellte man ihn unter Hausarrest. Nach dem Tod des Kurfürsten im Jahr 1586 wurde ihm auf Fürsprache von Urban Pierius volle Bewegungsfreiheit gestattet. Ein theologisches Amt blieb ihm aber bis zum Lebensende verwehrt.
Schütz war verheiratet mit Katharina, einer Tochter des Freiberger Superintendenten Kaspar Zeuner. Aus der Ehe stammten mehrere Kinder, von denen einige Geistliche in Bremen wurden und die Söhne Christian, August, Caspar und Johannes bekannt sind.